# Chauffayer

Chauffayer este o comună în departamentul Hautes-Alpes, Franța. În 2015 avea o populație de 383 de locuitori.